# اکوی نور

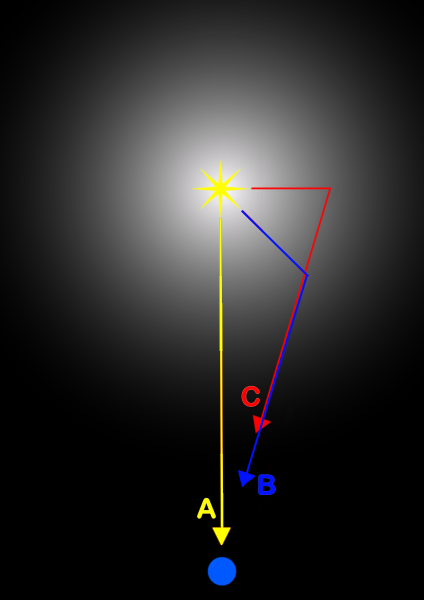
نمایش فاصلهٔ ظاهری و حقیقی بلافاصله پس از هر فلش، نور بازتاب‌شده با تأخیر کمی از مسیر B؛ و در نتیجه بعد از مسیر مستقیم فلش؛ مسیر A، به بیننده از دیدگاه زمین می‌رسد. فاصلهٔ مسیرهای B و C تا زمین برای هردو یکسان است.

اکوی نور (انگلیسی: Light echo)، یک پدیدهٔ فیزیکی است که ناشی از بازتاب نور از سطح جسم یا جسم‌های دور از منبع، و رسیدن به ناظر با تأخیری متناسب با این فاصله است. این نمایش همانند پدیدهٔ پژواک در اکوی صدا است، اما با توجه به سرعت بسیار بالاتر نور، این پدیده خود را تنها و بیشتر در فاصله‌های نجومی آشکار می‌سازد.
به عنوان مثال، یک اکوی نور؛ زمانی که یک فلش ناگهانی از یک نواختر، بر ابری از غبار کیهانی بتابد، بازتاب آن پس از مدت زمانی طولانی‌تر از یک مسیر مستقیم به بینندهٔ زمینی می‌رسد، در نتیجه این به صورت روال یکنواخت (نه یک فلش) دریافت می‌شود. به دلیل قیافه‌های هندسی آن‌ها، بازتاب نور می‌تواند سبب ایجاد توهم حرکت ورای سرعت نور شود.